# Margaret Jordan Patterson

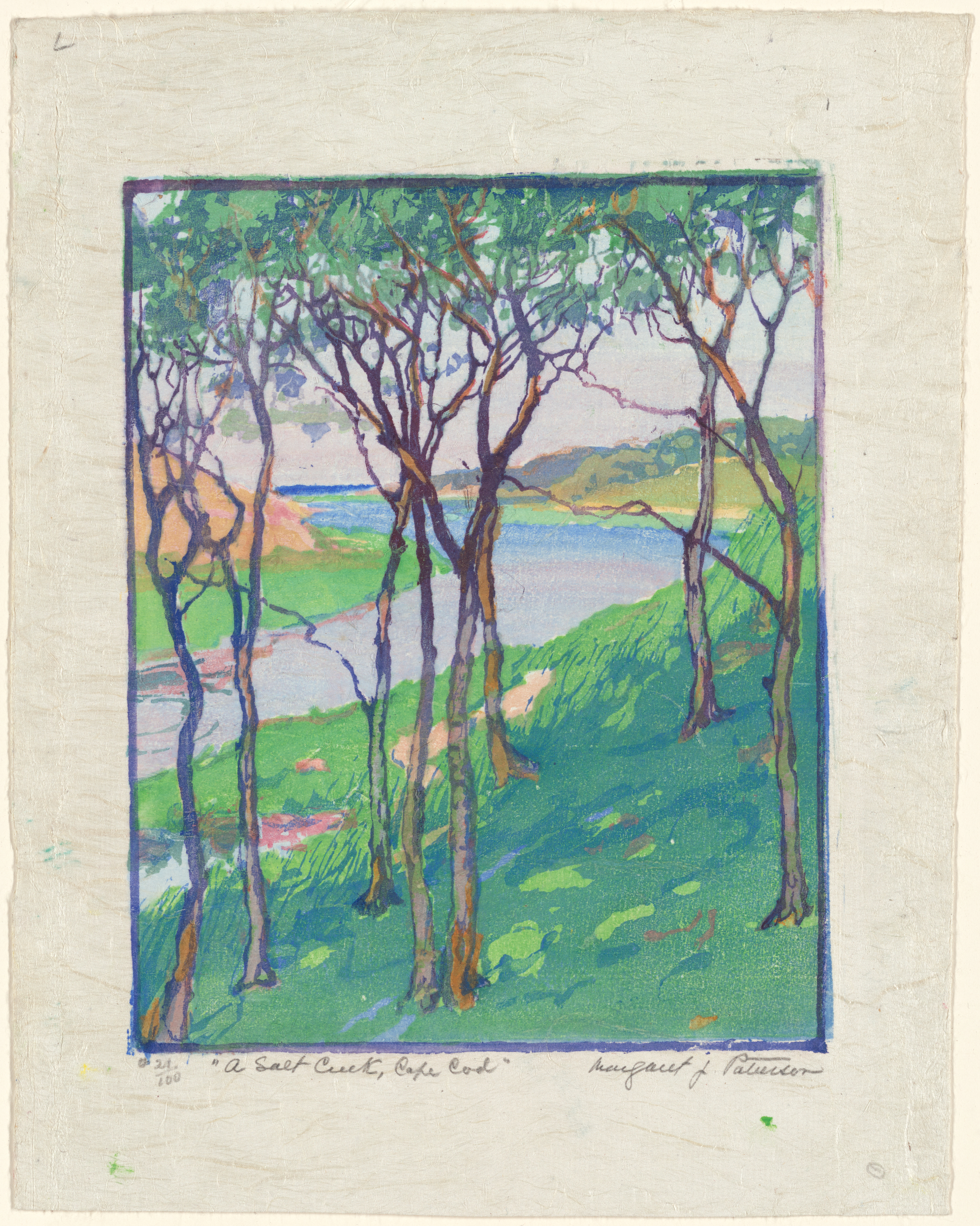
"A Salt Creek, Cape Cod", ilustração de Margaret Jordan Patterson pertencente ao espólio preservado pela New York Public Library

Margaret Jordan Patterson (Soerabaija, 1867 — Boston, 1950) foi uma artista norte-americana. Patterson nasceu em Java, mas foi criada nos Estados Unidos, onde estudou no Instituto Pratt. Mais tarde, tornou-se chefe do departamento de arte da Dana Hall School em Wellesley, Massachusetts, e ocupou esse cargo até sua aposentadoria em 1940. Também trabalhou como professora de arte em escolas públicas em Massachusetts e Nova Hampshire. Alguns de seus prêmios são menções honrosas da Exposição Universal de 1915 e uma medalha do Philadelphia Watercolor Club em 1939. Sua arte foi exibida no Museu de Arte de Cleveland, no Museu Metropolitano de Arte, no Museu Oakland de Arte, no Museu Smithsonian de Arte e no Museu Vitoria e Alberto.